# Сан-Жозе-ду-Пейши
Сан-Жозе-ду-Пейши (порт. São José do Peixe) — муниципалитет в Бразилии, входит в штат Пиауи. Составная часть мезорегиона Юго-запад штата Пиауи. Входит в экономико-статистический микрорегион Флориану. Население составляет 3700 человек на 2010 год. Занимает площадь 1287,174 км². Плотность населения — 2,87 чел./км².

## Демография
Согласно сведениям, собранным в ходе переписи 2010 г. Национальным институтом географии и статистики (IBGE), население муниципалитета составляет:
| Полное население                               | Полное население                               | Полное население                               | Полное население                               | 3700  |
| ---------------------------------------------- | ---------------------------------------------- | ---------------------------------------------- | ---------------------------------------------- | ----- |
| в том числе:                                   | Городское население                            | 1889                                           | Процент городского населения, %                | 51,05 |
|                                                | Сельское население                             | 1811                                           | Процент сельского населения, %                 | 48,95 |
|                                                | Мужское население                              | 1885                                           | Процент мужского населения, %                  | 50,95 |
|                                                | Женское население                              | 1815                                           | Процент женского населения, %                  | 49,05 |
| Плотность населения, чел/км²                   | Плотность населения, чел/км²                   | Плотность населения, чел/км²                   | Плотность населения, чел/км²                   | 2,87  |
| Население муниципалитета в % к населению штата | Население муниципалитета в % к населению штата | Население муниципалитета в % к населению штата | Население муниципалитета в % к населению штата | 0,12  |

По данным оценки 2016 года, население муниципалитета составляет 3697 жителей.

## Статистика
- Валовой внутренний продукт на 2003 год составляет 5 973 141,00 реалов (данные: Бразильский институт географии и статистики).
- Валовой внутренний продукт на душу населения на 2003 год составляет 1572,29 реалов (данные: Бразильский институт географии и статистики).
- Индекс развития человеческого потенциала на 2000 год составляет 0,609 (данные: Программа развития ООН).